# Czesław Sterkowicz
Czesław Józef Sterkowicz (ur. 20 czerwca 1936 w Olszynach, zm. 26 maja 2016) – polski nauczyciel, historyk i polityk, doktor nauk humanistycznych, poseł na Sejm I kadencji.

## Życiorys
W 1954 roku został absolwentem Liceum Ogólnokształcącego w Bieczu. W 1969 roku ukończył studia wyższe na Wydziale Humanistycznym Wyższej Szkoły Pedagogicznej w Krakowie. W 1977 roku uzyskał stopień naukowy doktora nauk humanistycznych na podstawie pracy zatytułowanej Dzieje tajnego nauczania w powiecie tarnowskim 1939–1945. Jego praca naukowa dotyczyła głównie historii tajnego nauczania oraz losów Polaków podczas okupacji niemieckiej ziem polskich w latach 1939–1945.
Pracę zawodową rozpoczął 1 lutego 1955 roku w Szkole Podstawowej w Komornikach na Opolszczyźnie, gdzie pracował do grudnia 1956 roku. Od 1 września 1958 roku był zatrudniony w Szkole Podstawowej w Olszynach, a od 1 września kolejnego roku w Szkole Podstawowej w Jodłówce Tuchowskiej. We wrześniu 1962 roku objął obowiązki Kierownika Szkoły Podstawowej w Łękawce. W latach 1966–1970 pracował w Wydziale Oświaty Miejskiej Rady Narodowej w Tarnowie, z dniem 1 września 1970 roku mianowano go dyrektorem IV Liceum Ogólnokształcącego im. Stanisława Anioła w Tarnowie. W 1972 roku Czesławowi Sterkowiczowi nadano tytuł profesora szkoły średniej. W 1988 roku otrzymał III stopień specjalizacji zawodowej. Do 1 września 1990 roku zajmował stanowisko dyrektorskie w IV LO. Zakończył pracę zawodową 30 czerwca 1991 roku. Za jego kadencji liceum nawiązało współpracę zagraniczną z gimnazjum w Humenné w Czechosłowacji oraz wprowadziło klasy profilowane. W szkole uruchomiono pierwszą w województwie tarnowskim specjalistyczną klasopracownię do nauki języków obcych, wyposażoną m.in. w kabiny ze słuchawkami i z magnetofonami.
Będąc na emeryturze, wystartował w wyborach w 1991 roku. Uzyskał mandat posła na Sejm I kadencji, został wybrany z listy Sojuszu Lewicy Demokratycznej. Pod koniec kadencji pozostawał posłem niezrzeszonym. Zasiadał w Komisji Edukacji, Nauki i Postępu Technicznego, był także członkiem sześciu podkomisji. W wyborach w 1993 roku bezskutecznie ubiegał się o mandat senatora, a w wyborach cztery lata później bez powodzenia kandydował do Sejmu z ramienia Unii Pracy.
Opracował ponad 100 haseł w opublikowanej w 2010 roku Encyklopedii Tarnowa pod redakcją Andrzeja Niedojadły.
Czterokrotnie otrzymał nagrodę ministra właściwego do spraw oświaty (1972, 1977, 1983, 1988). Odznaczony m.in.: Medalem za Zasługi dla Miasta Tarnowa (1975), Brązowym (1970) i Złotym (1975) Krzyżem Zasługi, Medalem Komisji Edukacji Narodowej (1977) oraz Krzyżem Kawalerskim Orderu Odrodzenia Polski.
Został pochowany na cmentarzu parafialnym w Koszycach Wielkich.

## Publikacje
- IV Liceum Ogólnokształcące im. Stanisława Anioła w Tarnowie, Tarnów: IV Liceum Ogólnokształcące w Tarnowie, 1975. Brak numerów stron w książce
- Działalność KPP w Tarnowskiem w latach 1922–1938: (zarys), Tarnów 1982. Brak numerów stron w książce
- Tajne nauczanie w Tarnowskiem w latach 1939–1945, Tarnów: Towarzystwo Przyjaciół Ziemi Tarnowskiej, Muzeum Okręgowe, 1985. Brak numerów stron w książce
- Szkolnictwo jawne i tajne w powiecie tarnowskim w latach 1939–1945, Tarnów: Tarnowskie Towarzystwo Kulturalne, Muzeum Okręgowe, 2001. Brak numerów stron w książce
- Tajne nauczanie w powiecie bocheńskim 1939–1945, Tarnów: Tarnowskie Towarzystwo Kulturalne, Muzeum Okręgowe, 2004. Brak numerów stron w książce
- Ofiary Golgoty Wschodu. Zamordowani Synowie ziemi tarnowskiej, bocheńskiej, brzeskiej, dąbrowskiej i dębickiej, Tarnów: Zakłady Graficzne „Drukarz”, 2013. Brak numerów stron w książce